# سیارک ۲۴۶۰۵
سیارک ۲۴۶۰۵ (به انگلیسی: 24605 Tsykalyuk، نامگذاری:1975VZ8) بیست و چهار هزار و ششصد و پنجمین سیارک کشف شده‌است که در ۸ نوامبر ۱۹۷۵ کشف شد.
قدر مطلق سیارک برابر ۳۳.۸ است.